# Adjunkt (lärare)
En adjunkt är en lärare i gymnasieskola, tidigare vid läroverk (läroverksadjunkt), vid högskola (högskoleadjunkt) eller vid universitet (universitetsadjunkt, akademiadjunkt  eller teologie adjunkt). Adjunkten har vanligtvis en magisterexamen men inte doktorsexamen. Högskoleadjunkter vid yrkesinriktade utbildningar har i allmänhet lång yrkeserfarenhet inom det aktuella fältet.
Anställning av universitetsadjunkter i konstnärliga ämnen grundas på konstnärliga och pedagogiska meriter och förutsätter ingen bestämd akademisk examen. Denna kategori av adjunkter har dock ofta konstnärlig utbildning på mycket hög nivå.

## Finland
I Finland var, fram till 1951, adjunkt en ämbetstitel vid universiteten. 1951 ändrades denna titel till biträdande professor.

## Sverige
Tidigare undervisade adjunkter även på högstadiet, efter att ha undervisat vid läroverken innan enhetsskolan-grundskolan infördes. Detta började fasas ut som ett resultat av införandet av en enhetlig grundskollärarutbildning från 1988.